# Racing Club de Cannes 2010-2011
Questa voce raccoglie le informazioni riguardanti il Racing Club de Cannes nelle competizioni ufficiali della stagione 2010-2011.

## Organigramma societario
Area direttiva
- Presidente: Anny Courtade

Area tecnica
- Allenatore: Yan Fang
- Allenatore in seconda: Anthony Gasté

## Rosa
| N° | Nome                | Ruolo | Data di nascita   | Nazionalità sportiva |
| -- | ------------------- | ----- | ----------------- | -------------------- |
| 1  | Hanka Pachale       | S     | 12 settembre 1976 | Germania             |
| 2  | Amadea Duraković    | S     | 10 giugno 1988    | Serbia               |
| 3  | Paola Croce         | L     | 6 marzo 1978      | Italia               |
| 4  | Maryna Marčenko     | S     | 12 luglio 1985    | Ucraina              |
| 3  | Alessandra Camarda  | L     | 5 agosto 1988     | Italia               |
| 7  | Ana Antonijević     | P     | 26 agosto 1987    | Serbia               |
| 8  | Laurianne Delabarre | P     | 24 aprile 1987    | Francia              |
| 10 | Oleksandra Fomina   | L     | 4 maggio 1975     | Ucraina              |
| 11 | Irina Poleščuk      | C     | 1º agosto 1973    | Francia              |
| 12 | Victoria Ravva      | C     | 31 ottobre 1975   | Francia              |
| 13 | Nadia Centoni       | S/O   | 19 giugno 1981    | Italia               |
| 15 | Anja Spasojević     | S     | 4 luglio 1983     | Serbia               |
| 16 | Milena Rašić        | C     | 25 ottobre 1990   | Serbia               |
| 17 | Jelena Lozančić     | C     | 26 marzo 1983     | Francia              |